# Guatemalaspett
Guatemalaspett (Colaptes mexicanoides) är en fågel i familjen hackspettar inom ordningen hackspettartade fåglar.

## Utbredning och systematik
Fågeln förekommer från södra Mexiko till Nicaragua. Den kategoriserades tidigare som underart till guldspett (Colaptes auratus), men gavs artstatus av Birdlife International och IUCN 2014, av tongivande IOC och NACC 2024.

## Status
Den placeras i hotkategorin livskraftig.